# Robot Operating System
El Robot Operating System, sovint abreujat com a ROS, és una estructura de desenvolupament de programari per a robots. És una col·lecció d'eines, llibreries i convencions informàtiques que tenen com a objectiu simplificar la creació i programació de robots.
El software de ROS s'organitza com un conjunt de programes escrits en C++ o Python que fan tasques concretes i que comparteixen dades entre ells. Aquest tipus d'estructura permet que els programes es puguin reutilitzar i fer servir en molts tipus de robots. Això facilita i promou que es comparteixi codi i es col·labori en el desenvolupament de robots. A més a més, també ofereix serveis com abstracció de hardware, controladors de dispositius a baix nivell, implementació de les funcionalitats més comunes, pas de missatges entre processos i gestió de paquets.
D'ençà de la seva presentació oficial, l'any 2009, ROS s'ha popularitzat i disposa d'una important base d'usuaris, col·laboradors i empreses que l'usen. La segona generació del Robot Operating System, ROS 2, es va publicar el 2020 introduint una nova arquitectura i comunicació basada en DDS. Des del llançament de ROS 2 s'ha accelerat el desplegament de robots que el fan servir a més entorns i a escales més grans.

## Arquitectura
Els sistemes basats en ROS estan dividits en tres capes: d'aplicació, d'intermediari i de sistema operatiu. La primera capa consisteix en diferents aplicacions, anomenades nodes, que duen a terme tasques específiques i poden compartir informació entre ells a través de missatges. Això permet aïllar possibles errors, facilita el desenvolupament i permet reutilitzar codi. Aquesta és la capa que els enginyers i programadors desenvolupen i modifiquen per cada robot.

Comparativa entre l'arquitectura de ROS 1 i ROS 2.

La segona capa és la d'intermediari, que s'encarrega de la comunicació entre els nodes. A ROS 2 el sistema de comunicació està basat en Data Distribution Service, un servei de distribució de dades a temps real, fiable i d'alt rendiment. A ROS 1, per altra banda, es fa servir un sistema Transmission Control Protocol o User Datagram Protocol que interactua amb un node master, encarregat de gestionar els missatges, a la capa d'aplicació.
Finalment, la tercera capa és la del sistema operatiu que conté tota la resta de programari. A ROS 2 es poden fer servir els sistemes operatius més comuns: Linux, Microsoft Windows, MacOS i RTOS. Per altra banda, per desenvolupar robots amb ROS 1 només es pot fer servir Linux.

## Història
Es poden destacar les següents dates:
- 2007 : desenvolupat inicialment pel laboratori d'intel·ligècia artificial de la universitat Stanford.
- 2008-2013 : desenvolupat per la institució Willow Garage.[9]
- 2013 : Willow Garage és absorbida per Suitable Technologies[10]

## Versions
Distribucions del programari ROS:
| Noetic Ninjemys (última distribució de ROS 1)                         | 23 maig 2020     | Maig 2025     |
| Melodic Morenia                                                       | 23 maig 2018     | 30 maig 2023  |
| Lunar Loggerhead                                                      | 23 maig 2017     | 30 maig 2019  |
| Kinetic Kame                                                          | 23 maig 2016     | 30 maig 2021  |
| Jade Turtle                                                           | 23 maig 2015     | 30 maig 2017  |
| Indigo Igloo                                                          | 22 juliol 2014   | 30 abril 2019 |
| Hydro Medusa                                                          | 4 setembre 2013  | 31 maig 2014  |
| Groovy Galapagos                                                      | 31 desembre 2012 | 31 agost 2014 |
| Fuerte Turtle                                                         | 23 abril 2012    | --            |
| Electric Emys                                                         | 30 agost 2011    | --            |
| Diamondback                                                           | 2 març 2011      | --            |
| C Turtle                                                              | 2 agost 2010     | --            |
| Box Turtle                                                            | 2 març 2010      | --            |
| Versió antigaVersió antiga, amb suportDarrera versióProper llançament |                  |               |

- Noetic Ninjemys
- Lunar Loggerhead
- Kinetic Kame
- Jade Turtle
- Indigo Igloo
- Hydro Medusa
- Groovy Galapagos
- Fuerte Turtle
- Electric Emys
- Diamondback
- C Turtle
- Box Turtle

## Robots amb ROS

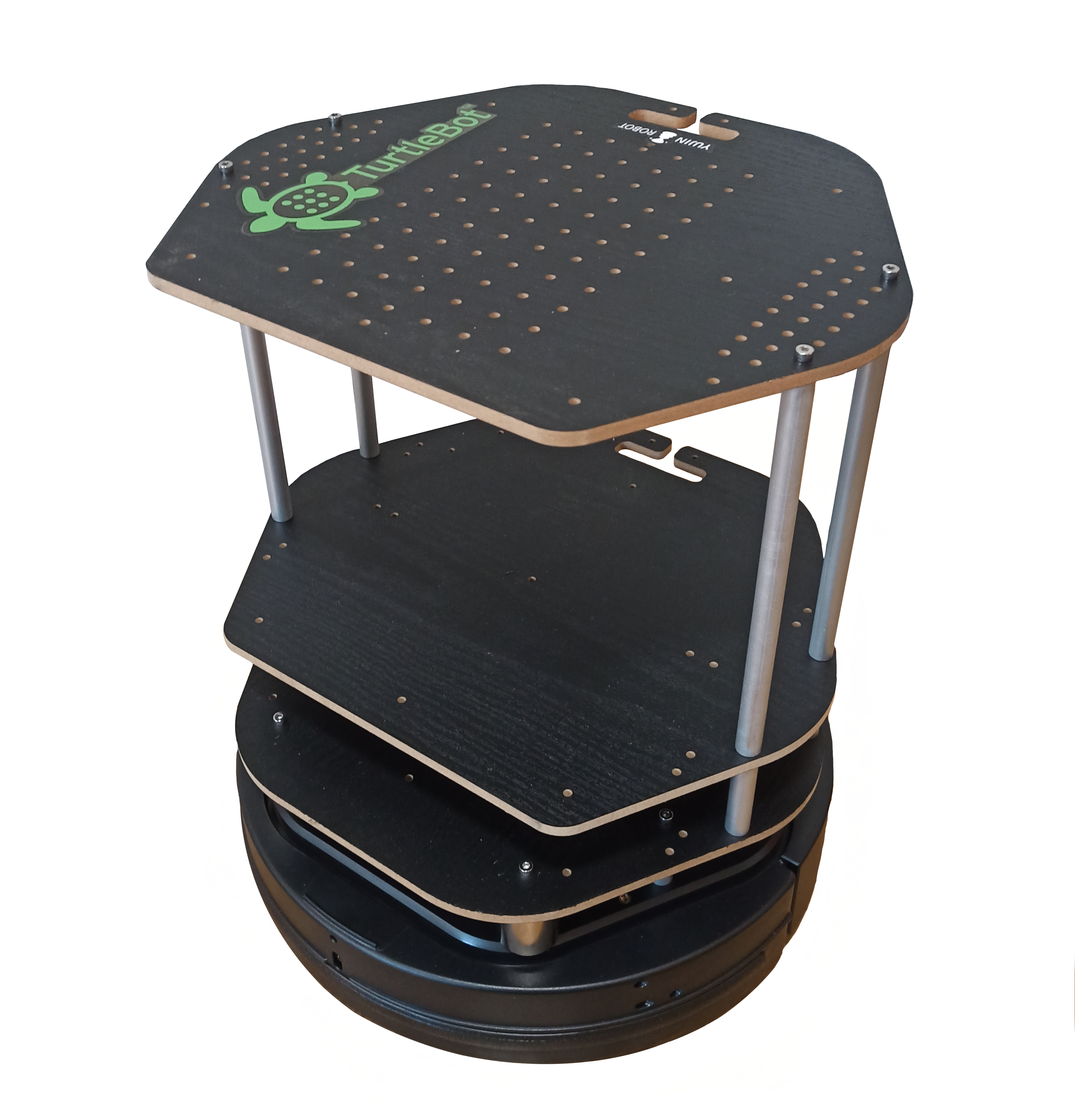
El TurtleBot 2 és un robot mòbil assequible que funciona amb ROS.

En destaquem els següents:
| Nom              | Fabricant       | Imatge | Notes |
| ---------------- | --------------- | ------ | ----- |
| 0x series robots | Nex robotics    |        |       |
| RMPv3            | Segway          |        |       |
| Innok Heros      | Innok Robotics  |        |       |
| ABB robotics     | ABB             |        |       |
| Pioneer LX       | OMRON           |        |       |
| pepper           | SoftBank        |        |       |
| Allegro Hand     | Wonik Robotics  |        |       |
| Amigo            | Tech U Einhoven |        |       |